# Phylloedium epiphylla
Phylloedium epiphylla är en svampart som beskrevs av Fr. 1825. Phylloedium epiphylla ingår i släktet Phylloedium, divisionen sporsäcksvampar och riket svampar.   Inga underarter finns listade i Catalogue of Life.